# スー・ガードナー

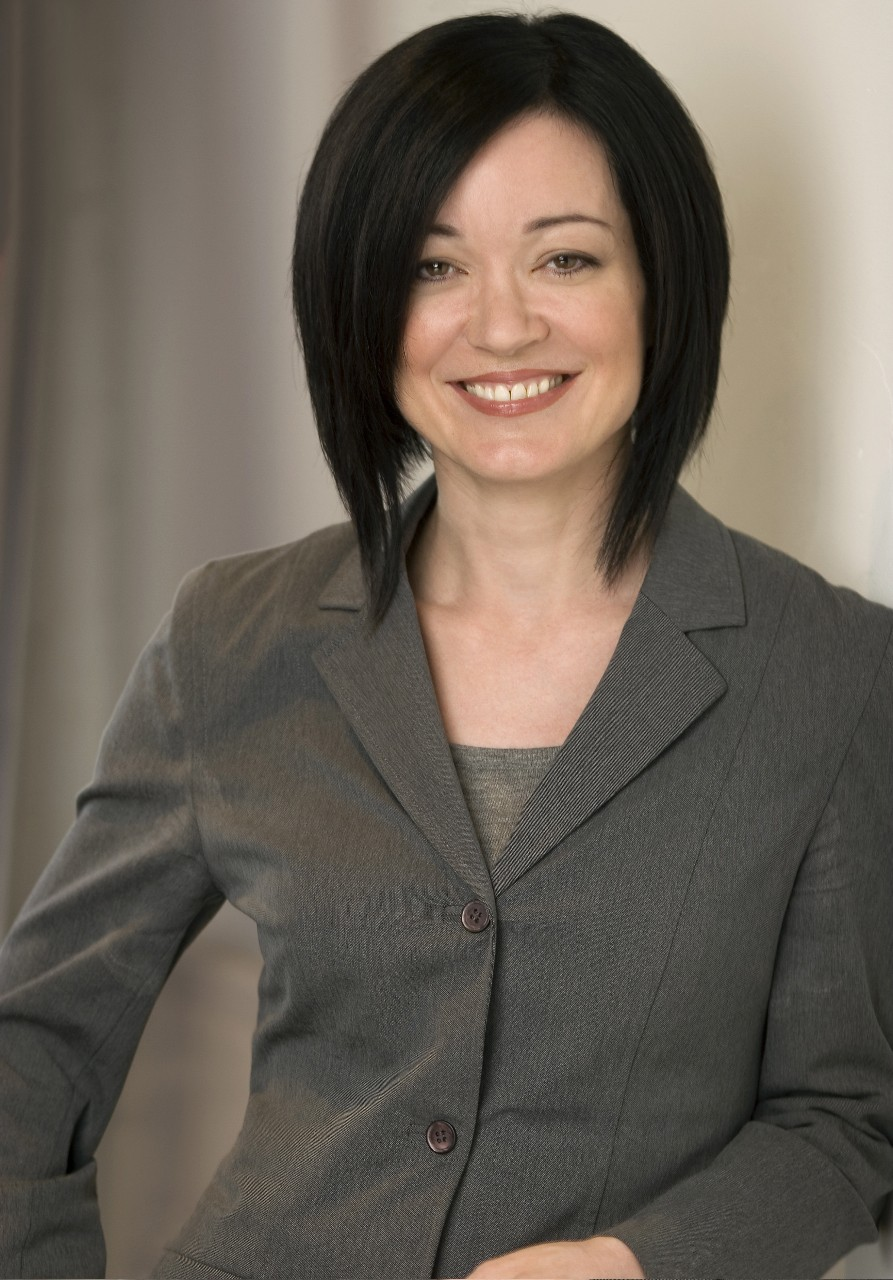
スー・ガードナー

スー・ガードナー（Sue Gardner、1967年5月11日 - ) は、カナダのジャーナリスト。元CBC（canadian broadcasting corporation）のウェブサイト部門の編集者。
2007年12月から2014年5月までウィキメディア財団の事務長を務めた。彼女の在任した7年間で、ウィキメディア財団はファンドライジングチームを含むスタッフの充実、フロリダ州セントピータースバーグから、カリフォルニア州サン・フランシスコへの事務局移転、および財団基盤の充実安定を成し遂げた。
2012年、SOPAおよびPIPA（Personal Information Protection and Electronic Documents Act）に抗議してのウィキメディア・ブロックアウト（en:Protests against SOPA and PIPA)を契機として、ガードナーは自分が今後果たすべき役割について考え始め、2013年に退任の意向を表明し、2014年5月31日をもってウィキメディアの事務長の職を退いて、後任のライラ・トレティコフにウィキメディア事務長の座をゆだねた。

## 参照
1. ↑  Wikipedians do it for love. Really. Globe and Mail Jul. 26, 2010
2. ↑  https://wikimediafoundation.org/wiki/Press_releases/Sue_Gardner
3. ↑  https://blog.wikimedia.org/2014/05/01/wmf_announces_new_ed_lila_tretikov/